# Palaemonella crosnieri
Palaemonella crosnieri är en kräftdjursart som beskrevs av Bruce 1978. Palaemonella crosnieri ingår i släktet Palaemonella och familjen Palaemonidae. Inga underarter finns listade i Catalogue of Life.